# Panzer III/IV
Le Panzerkampfwagen III / IV (PzKpfw III / IV) est un projet de char moyen allemand lancé durant la Seconde Guerre mondiale. Il avait pour but de moderniser le Panzerkampfwagen IV (PzKpfw IV) en évitant de développer trop de nouveaux composants. Les ingénieurs allemands ont donc réutilisé ceux du PzKpfw III et du PzKpfw IV. Le projet a été interrompu en 1944 avec uniquement les premiers plans terminés.

## Développement
Le développement du char débuta en septembre 1941 et dura jusqu'en juin 1944, date à laquelle la production devait commencer. Mais la puissance de feu et le blindage n’étaient pas suffisants par rapport aux chars soviétiques rencontrés sur le front de l'Est et le projet fut donc abandonné.

## Jeux vidéo
- Le Panzer III/IV apparaît dans le jeu vidéo World of Tanks, en tant que char moyen de tier V, dans l'arbre technologique allemand[2].